# Ужице (Кутногірський округ)
Ужице (чеськ. Úžice), або Ужиця — містечко і муніципалітет у Чехії, регіон Богемія, Середньочеський край, Кутногірський округ. Вперше згадується в джерелах під 1284 роком. До муніципалітету входить село Враник (чеськ. Vraník). Площа — 18,56 км². Населення — 689 осіб (2022).

## Історія
Перша згадка в джерелах датується 1281 роком.

### Адміністративна історія
- 1850: Австрійська імперія, Богемське королівство, Пардубицький край, Колінський округ
- 1868: Австро-Угорщина, Богемське королівство, Кутногірський округ
- 1918: Чехословакія, Чеська земля, Кутногірський округ
- 1939: Німецька імперія, Богемія, Колінський оберладрат, Кутногірський округ
- 1942: Німецька імперія, Богемія, Празький оберладрат, Кутногірський округ
- 1949: Чехословакія, Чеська земля, Кутногірський округ
- 1949: Чехословакія, Празький край, Кутногірський округ
- 1960: Чехословакія, Середньочеський край, Кутногірський округ
- 2003: Чехія, Середньочеський край, Кутногірський округ

## Релігія
- Церква Внебовзяття Діви Марії (чеськ. Kostel Nanebevzetí Panny Marie) — римо-католицький храм XIII ст., що належить Сазавській парафії.

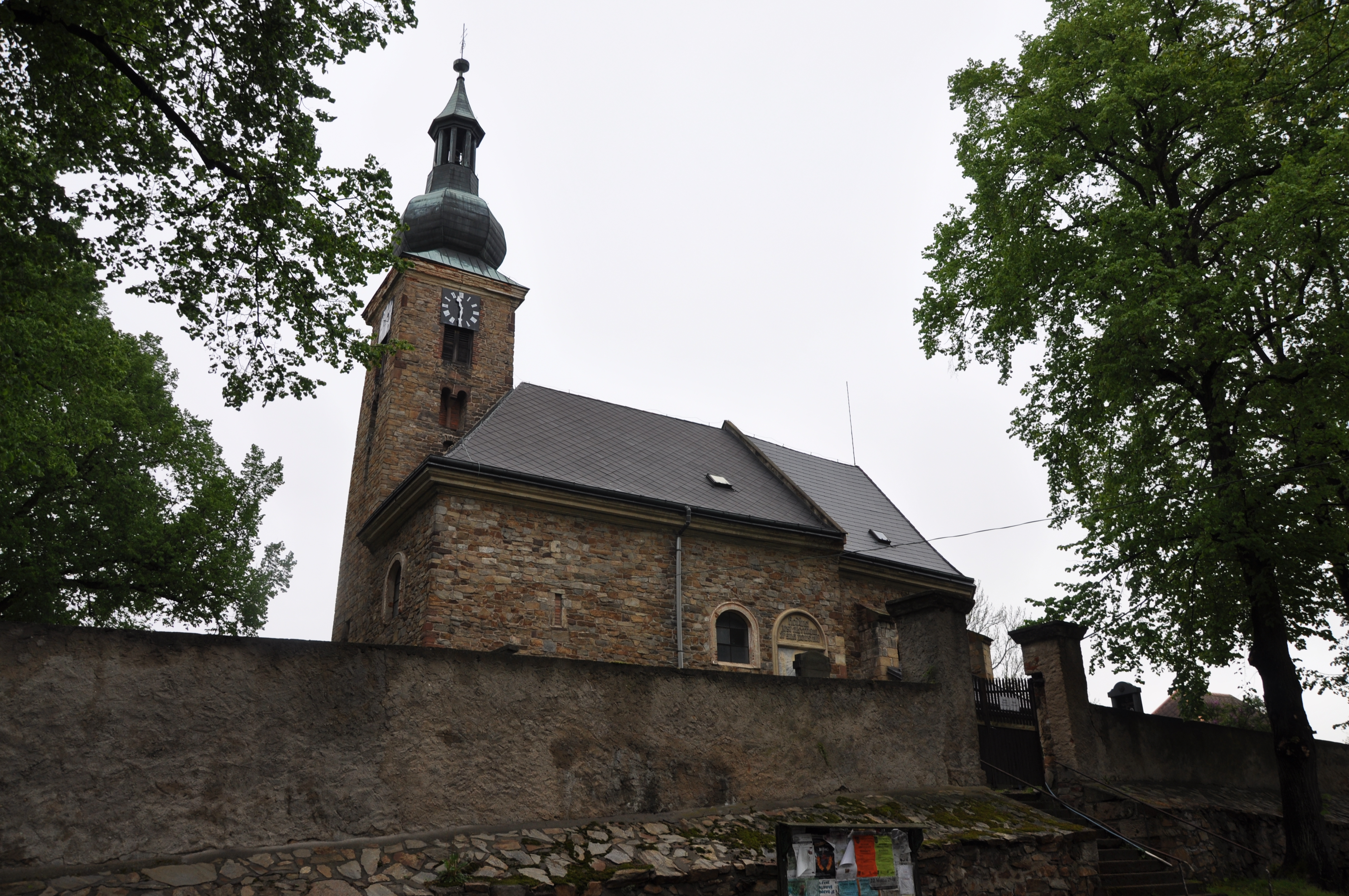
Церква Внебовзяття

## У культурі

### Відео-ігри
- 2018: Kingdom Come: Deliverance